# بلانتشارد (داكوتا الشمالية)

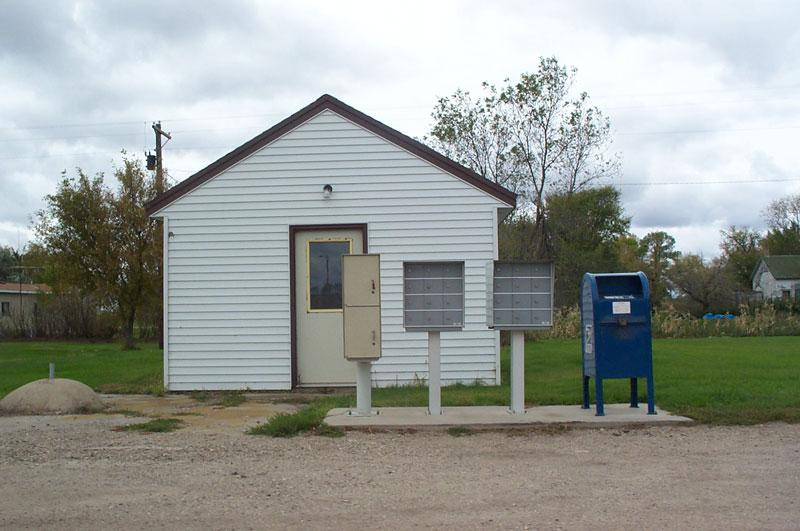
مكتب بريد بلانتشارد

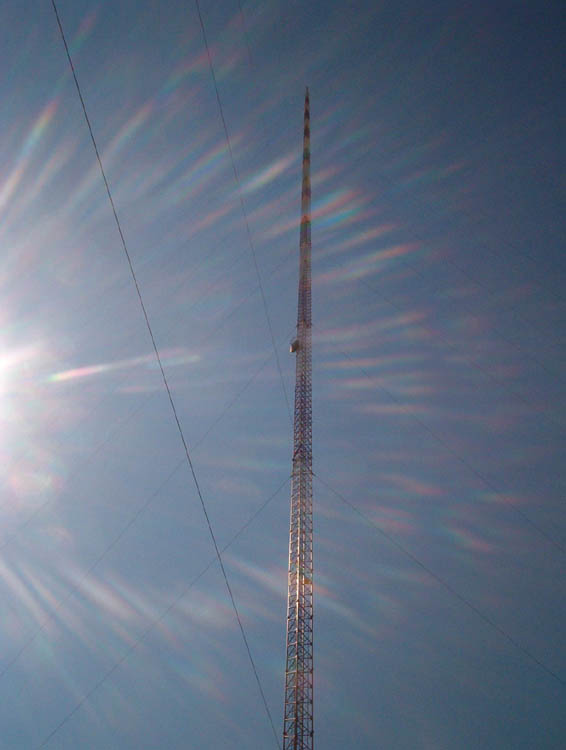
برج تلفزيون KVLYF

بلانتشارد، منطقة مخصصة للإسكان في مقاطعة في مقاطعة ترايل، داكوتا الشمالية، داكوتا الشمالية في الولايات المتحدة. بلغ عدد سكانها في تعداد الولايات المتحدة 2010 26 نسمة.
تقع هذه البلدة بالقرب من حدود داكوتا الشمالية مع مينيسوتا، قرب تقاطع الطريق السريع 18 والطريق السريع 200 في الولاية.
يقع برج كيفلي، أحد أطول الأبنية التي صنعها الإنسان في العالم، في النصف الغربي من البلدة. أما برج التلفزيون KXJB فيبعد عنها حوالي 6 أميال بالقرب من غاليسبيرغ.

## الموقع الجغرافي
تقع بلانتشارد على خط عرض 47.331202 وخط الطول -97.250777

## روابط خارجية
- خريطة تفاعلية تظهر بلانتشارد نسخة محفوظة 21 مارس 2007 على موقع واي باك مشين.
- بلانتشارد، داكوتا الشمالية - خرائط جوجل

‌